# Davidson (Saskatchewan)
Davidson es un pueblo canadiense situado en la provincia de Saskatchewan.

## Superficie
Davidson tiene una superficie de 4,05 km².

## Demografía
En 2021, tenía 1044 habitantes, una densidad poblacional de 257,7 hab./km², y 524 viviendas.